# 中食

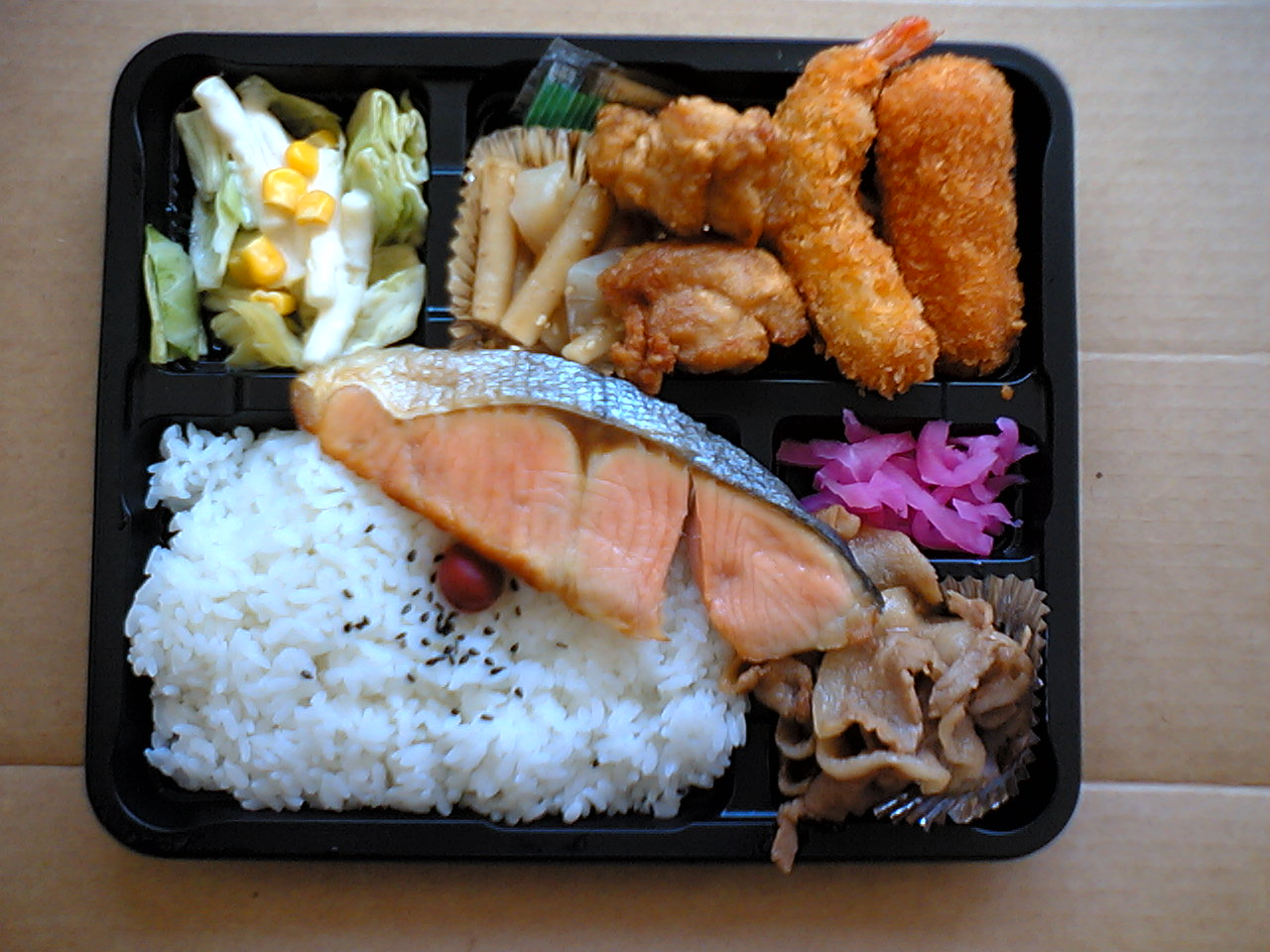
中食の一例。弁当も家庭に持ち帰って食べれば「中食」。

中食（なかしょく）とは、家庭外で調理された食品を、テイクアウトあるいはデリバリーなどによって家庭内で食べる食事の形態を指す造語。飲食店など家庭外で調理された食品を家庭外で食事する「外食」や、家庭内で調理して食事を摂る「内食」（うちしょく）の対義語である。外食産業に対し、中食に携わる産業を中食産業（なかしょくさんぎょう）と呼ぶ。
昼食（ちゅうしょく）との混同を避けるため「なかしょく」の読みを当てる。「外食」に対するレトロニムとして「内食」という言葉が生まれ、外部で調理された料理を家庭で食べる行為はその中間であるとして「中食」と呼ぶ言葉が生まれた。
なお、日本国外では類似の概念として、アメリカ合衆国などで用いられる "HMR (Home Meal Replacement) "があるが、厳密には同義ではない（後述）。

## 日本の中食の概念
多くの場合「中食」とは、「持ち帰ってすぐ食べられる、日持ちのしない食品」のことを指す。たとえばスーパーマーケットやデパ地下で販売されている惣菜や、コンビニエンスストアで販売されている弁当であり、またそうした食品を食べる行為を指す。
ピザチェーン店は基本的に注文を受けて配達するかテイクアウトが基本であり、特に都市部では食事スペースを持たない店舗が多い。この他にもタイヘイやヨシケイなど食材宅配サービスの多くは、食材だけでなく調理された状態の弁当も宅配メニューに加えており、中食を配達するサービスとも捉えられる。

### 中食の増加と市場規模
『知恵蔵』2012年版では、「中食という言葉が登場したのは、働く女性やコンビニエンスストアが社会に定着した1980年代ごろからだと思われる」と述べている。日本社会では婚姻率の低下や高齢化により単身世帯の割合が増えた結果、食事を一人で摂る人が増え、これを「個食化・孤食化」と呼ぶ。「中食」という語の普及は、そうした人々の需要に応えようと、弁当ひとつ、惣菜ひとつ、おにぎりひとつを手軽に買えるようなサービスが増えたことも反映しているとされる。また小学館『日本大百科全書』でも、単身世帯や高齢者夫婦のみの世帯が増加したことにより、家事負担を軽減する目的で中食を選択する人が増加したと説明しており、日本国内では2025年には単身世帯と夫婦のみの世帯が、3人以上の家族世帯を上回る見通しであることから、中食市場は今後も増加し続けることが予測されると述べている。
また2000年代以降は、中食産業の市場規模の伸びも著しく、外食産業総合調査研究センターの推計によれば、中食産業は2003年にはすでに外食産業の4分の1の市場規模に達していたとされる。また『知恵蔵』2012年版によれば、中食産業の2007年の市場規模は約6兆5千億円に達し、10年間で25%伸びたともされている。
市場調査を手掛ける矢野経済研究所の推計による、2010年の中食製品の販売チャネル別割合の上位3つは、惣菜専門店が32.7%、コンビニエンスストアが27.1%、量販店・食品スーパーが15.6%、となっている。

### 語源
日本語の「中食」（ちゅうじき）は、本来は「昼食」の意であった。古代から日本人の食生活は一日2食であり、朝食と夕食の中間に摂る間食を「中食（ちゅうじき）」と呼んでいた。後代に日本人の食生活が次第に豊かになるにつれ、一日3食が一般化すると、昼に摂る食事として「昼食（ちゅうじき）」と漢字表記するように変化した。なお「ちゅうじき」は呉音読みであり、明治時代以降に漢音読みの「ちゅうしょく」と読むようになった。
「中食（ちゅうじき）」という漢字表記は江戸時代初期以降の文献にも見られるが、江戸時代中期には「昼食（ちゅうじき）」の漢字表記に変化している。そのため、現代語の「中食（なかしょく）と」の直接的な関連性はないとされる。

### 歴史
日本では、江戸時代に屋台の天ぷらを独身者が店外に持ち帰って食べる習慣があり、蕎麦や天丼などを配達してもらう出前も存在した。しかし基本的には、2人以上で暮らしていれば食材を八百屋や肉屋や魚屋で買ってきて、家庭内で調理して家族で食べるのが一般的な食事の形態であった。
「中食」という用語の範囲内には、従来「仕出し」や「出前」と呼ばれていたものも含まれており、これは従来の用語を単に置き換えたのみならず、日本の家庭の食事形態の変化をも反映している。1980年代以降の日本では、核家族化、単身世帯の増加などによって、家庭内での調理は減る傾向にあったが、それによって人々が外食にばかりシフトしたわけではない。日本では（西洋でもそうだが）中国や東南アジア諸国のような安価で手軽な外食が少なく、また1990年代以降は平成不況により高額な外食の店舗を避ける傾向もあり、あらかじめ調理された料理をスーパーマーケットやコンビニエンスストアなどの量販店の店舗で購入して持ち帰り、自宅で食べるという形態の食事の割合が増加した。

### ギャラリー

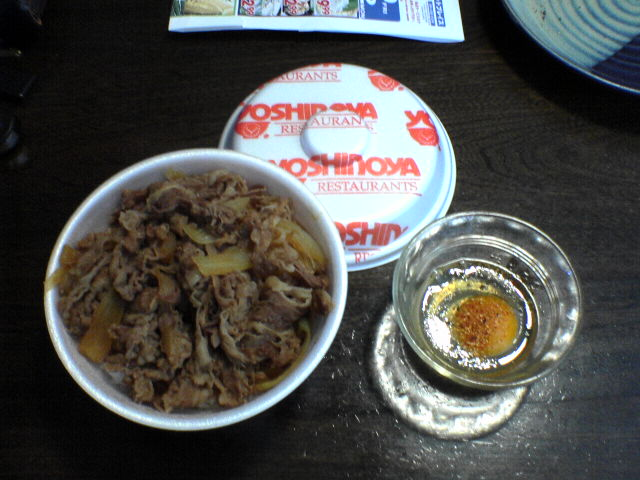
牛丼のテイクアウト
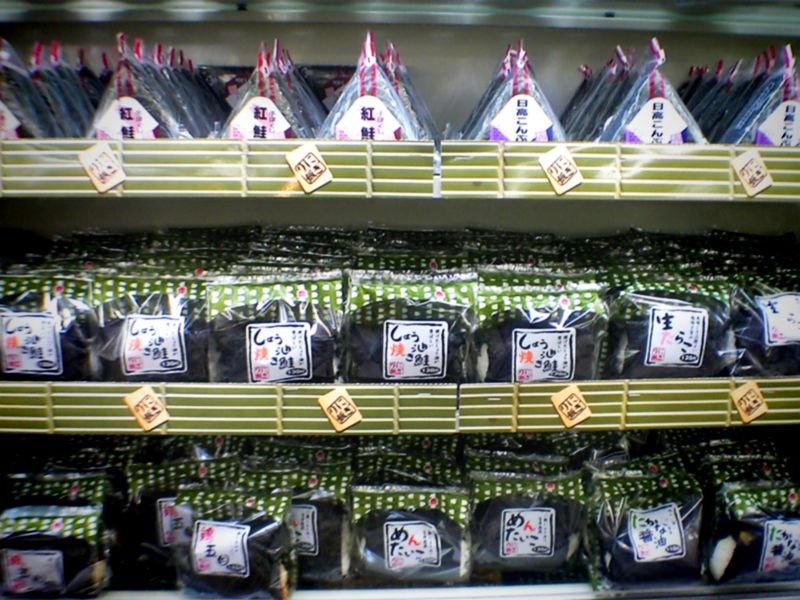
コンビニエンスストアで販売されるおにぎり
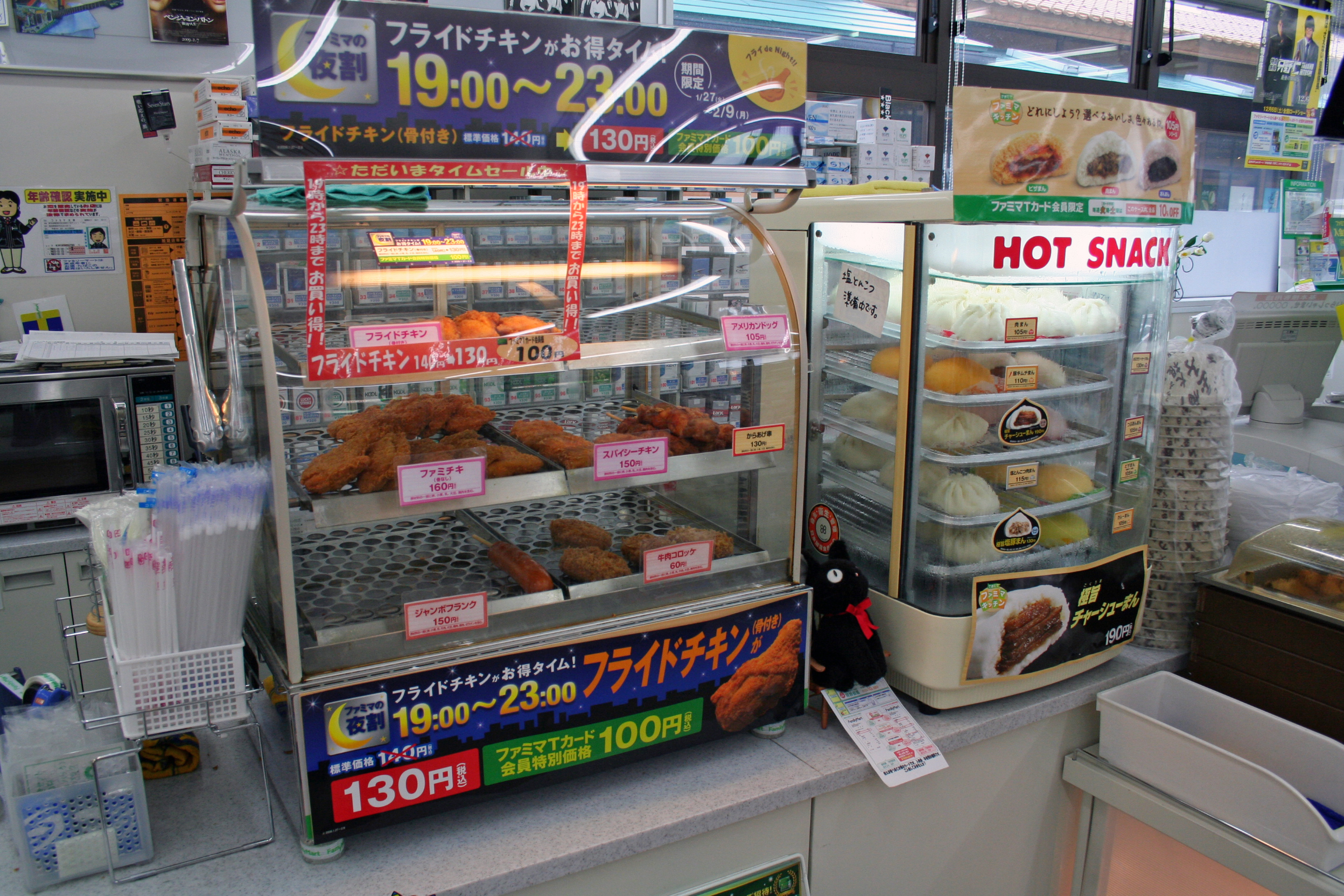
コンビニエンスストアで販売される揚げ物（ホットスナック）
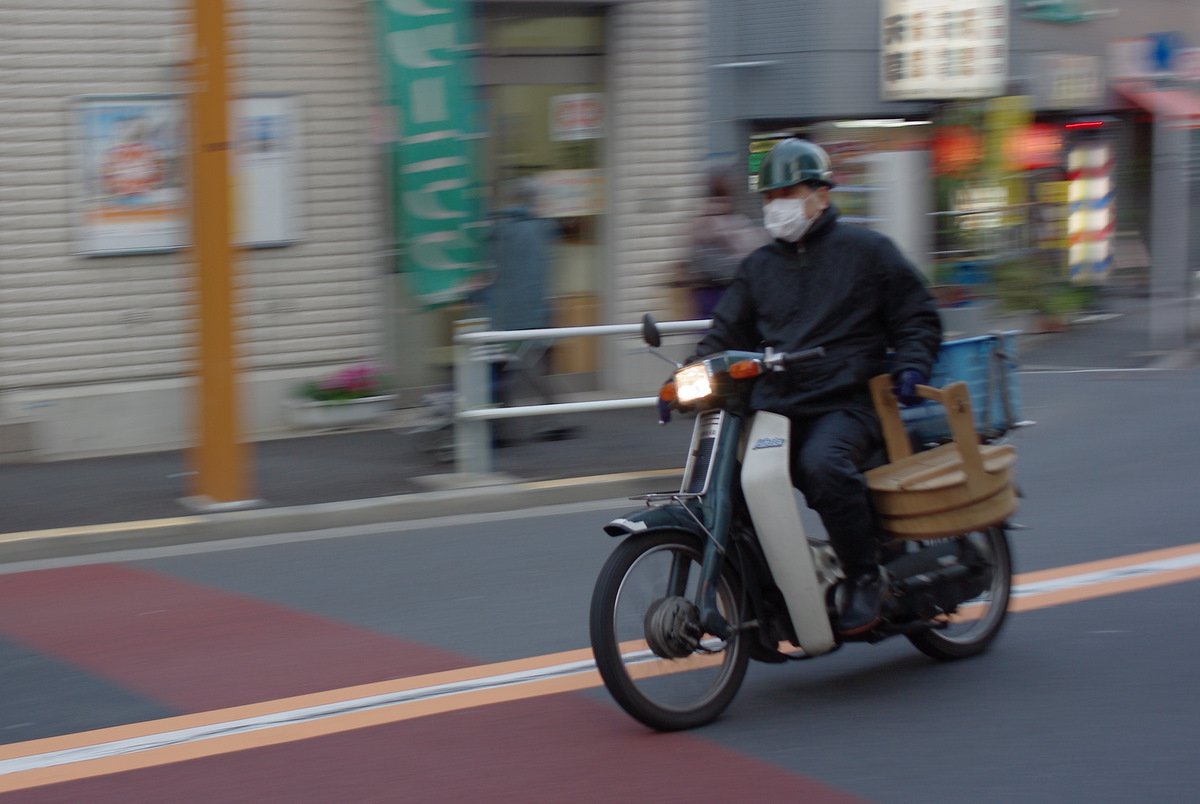
出前
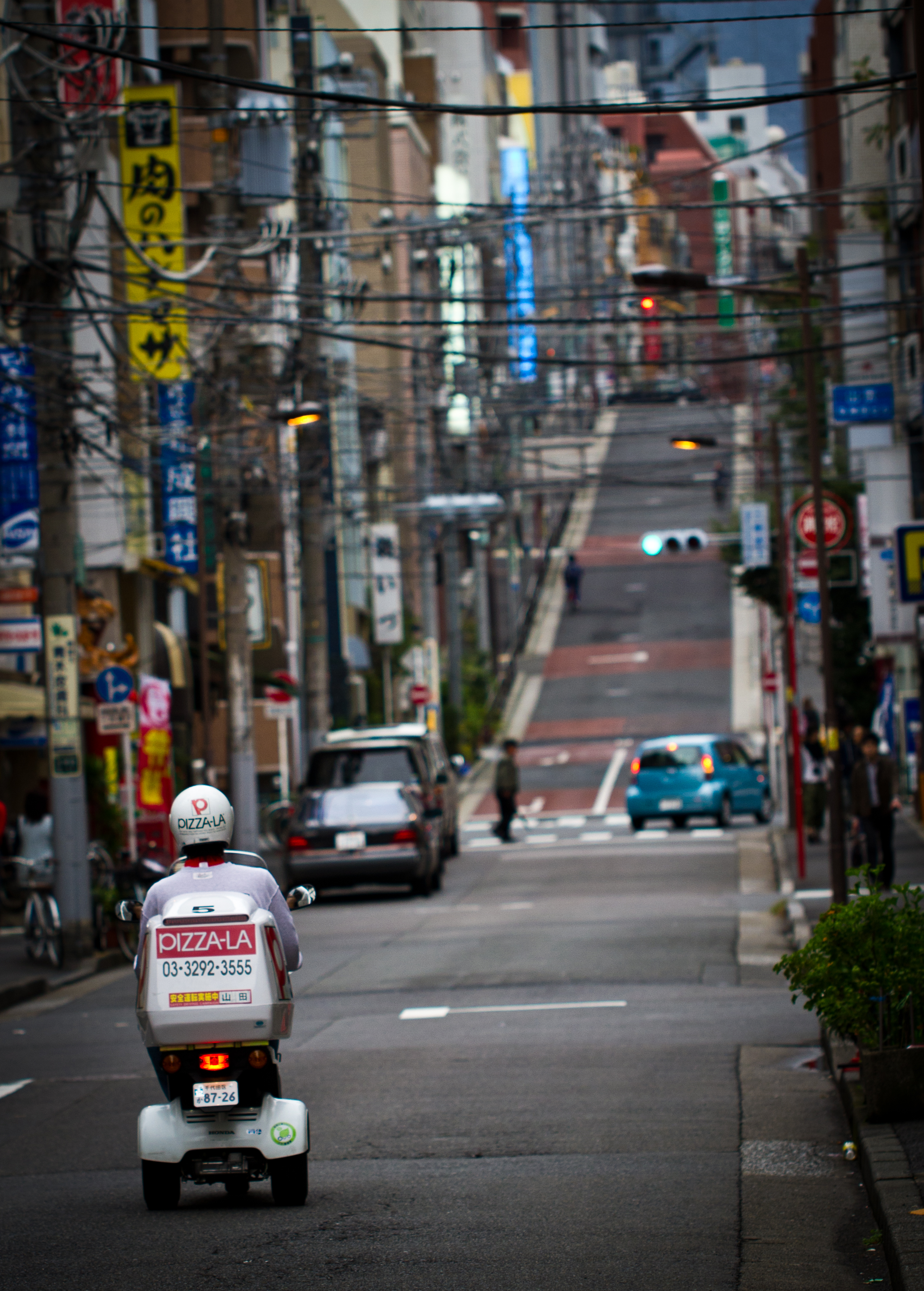
宅配ピザのデリバリー

## 米国のHMRの概念
アメリカ合衆国において、スーパーマーケットで販売される惣菜は外食より割安であり、都市部ではテイクアウトやデリバリーが利用されていたが、1990年代半ばに家庭での本格的な食事作りを代行するホーム・ミール・リプレイスメント (HMR、Home Meal Replacement) と呼ばれる「内食代行」市場が形成されるようになった。もともと「ホーム・ミール・リプレイスメント」は、アメリカ合衆国のテイクアウトチェーンであるボストンマーケットが1995年から家庭での食事作りを代行するサービスのブランドとして用いていた名称である。日本でいえばスーパーマーケットやデパ地下がHMRにあたる。

日本語の「中食」の英語訳に「ホーム・ミール・リプレイスメント (HMR) 」が充てられる場合もあるが、厳密にはアメリカ合衆国のHMRの概念は、内食・中食・外食を問わず用いられる概念であり、日本語の「中食」と同義ではない。